# Efecte Voigt

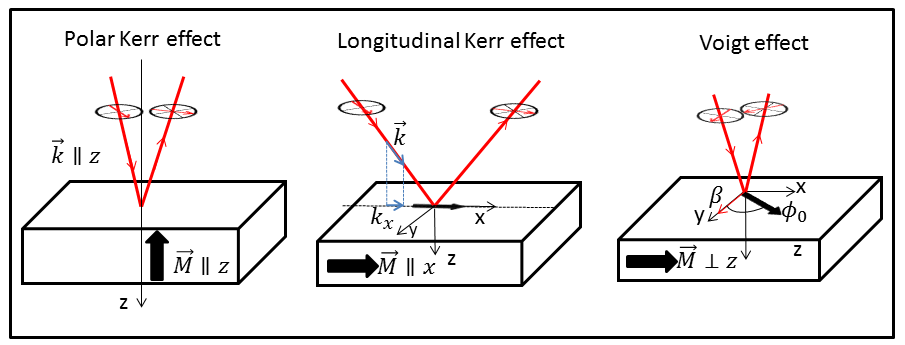
Esquema de l'efecte Kerr polar, efecte Kerr longitudinal i efecte Voigt

L'efecte Voigt és un fenomen magneto-òptic que gira i el·liptitza la llum polaritzada linealment enviada a un medi òpticament actiu. L'efecte rep el nom del científic alemany Woldemar Voigt que el va descobrir en vapors. A diferència de molts altres efectes magneto-òptics com l'efecte Kerr o Faraday que són linealment proporcionals a la magnetització (o al camp magnètic aplicat per a un material no magnetitzat), l'efecte Voigt és proporcional al quadrat de la magnetització (o quadrat de el camp magnètic) i es pot veure experimentalment amb incidència normal. També hi ha altres denominacions per a aquest efecte, utilitzades indistintament en la literatura científica moderna: l'efecte Cotton-Mouton (en referència als científics francesos Aimé Cotton i Henri Mouton que van descobrir el mateix efecte en líquids uns anys més tard) i la birrefringència magnètica-lineal., amb aquest últim reflectint el significat físic de l'efecte.
Per a una ona incident electromagnètica polaritzada linealment {\displaystyle {\vec {E_{i}}}=(\cos \beta ,\,\sin \beta ,\,0)e^{-i\omega (t-n_{1}z/c)}} i una mostra polaritzada en el pla {\displaystyle {\vec {m}}=(\cos \phi ,\,\sin \phi ,\,0)},  l'expressió de la rotació en la geometria de reflexió és {\displaystyle \delta \beta } és: {\displaystyle \delta \beta _{r}={\frac {2\Delta n}{n_{0}^{2}-1}}\sin[2(\phi -\beta )]} i en la geometria de la transmissió: {\displaystyle \delta \beta _{t}={\frac {B_{1}+n_{0}^{2}{\Big [}{\frac {2L\omega }{c}}(1+n_{0})Q_{i}Q_{r}+Q_{r}^{2}-Q_{i}^{2}{\Big ]}}{n_{0}(1+n_{0})}},} on {\textstyle \Delta n={\frac {n_{\parallel }-n_{\perp }}{2}}} és la diferència dels índexs de refracció en funció del paràmetre de Voigt {\displaystyle Q=Q_{i}+iQ_{r}} (igual que per a l'efecte Kerr), {\displaystyle n_{0}} els índexs de refracció del material i {\displaystyle B_{1}} el paràmetre responsable de l'efecte Voigt i així proporcional al {\displaystyle M^{2}} o {\displaystyle (\mu _{0}H)^{2}} en el cas d'un material paramagnètic
Els càlculs detallats i una il·lustració es donen a les seccions següents.

## Teoria

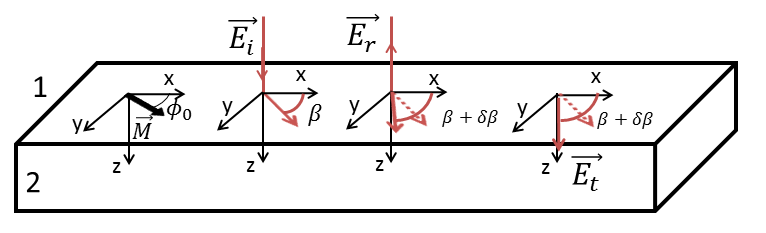
Marc i sistema de coordenades per a la derivació de l'efecte Voigt., i es refereixen al camp electromagnètic incident, reflectit i transmès.

Igual que amb els altres efectes magneto-òptics, la teoria es desenvolupa de manera estàndard amb l'ús d'un tensor dielèctric efectiu a partir del qual es calculen els valors propis dels sistemes i els vectors propis. Com és habitual, a partir d'aquest tensor, els fenòmens magneto-òptics es descriuen principalment pels elements fora de la diagonal.
Aquí, es considera una polarització incident que es propaga en la direcció z: {\displaystyle {\vec {E_{i}}}=(\cos \beta ,\,\sin \beta ,\,0)e^{-i\omega (t-n_{1}z/c)}} el camp elèctric i una mostra magnetitzada homogèniament en el pla {\displaystyle {\vec {m}}=(\cos \phi ,\,\sin \phi ,\,0)} on {\displaystyle \phi } es compta des de la direcció cristal·logràfica [100]. L'objectiu és calcular {\displaystyle {\vec {E_{r}}}=(\cos \beta +\delta \beta ,\,\sin \beta +\delta \beta ,\,0)e^{-i\omega (t+n_{1}z/c)}} on {\displaystyle \delta \beta } és la rotació de la polarització deguda a l'acoblament de la llum amb la magnetització. Observem-ho {\displaystyle \delta \beta } és experimentalment una petita quantitat de l'ordre de mrad. {\displaystyle {\vec {m}}} és el vector de magnetització reduït definit per {\displaystyle {\vec {m}}={\vec {M}}/M_{s}}, {\displaystyle M_{s}} la magnetització a la saturació. Hem destacat amb el fet que és perquè el vector de propagació de la llum és perpendicular al pla de magnetització que és possible veure l'efecte Voigt.

### Tensor dielèctric
Seguint la notació d'Hubert, el tensor cúbic dielèctric generalitzat {\displaystyle \varepsilon _{r}} prendre la forma següent: {\displaystyle (1)\qquad \varepsilon _{r}=\epsilon {\begin{bmatrix}1&0&iQm_{y}\\0&1&-iQm_{x}\\-iQm_{y}&iQm_{x}&1\end{bmatrix}}+{\begin{bmatrix}B_{1}m_{x}^{2}&B_{2}m_{x}m_{y}&0\\B_{2}m_{x}m_{y}&B_{1}m_{y}^{2}&0\\0&0&B_{1}m_{z}^{2}\end{bmatrix}}} on {\displaystyle \varepsilon } és la constant dielèctrica del material, {\displaystyle Q} el paràmetre Voigt, {\displaystyle B_{1}} i {\displaystyle B_{2}} dues constants cúbiques que descriuen efecte magneto-òptic en funció de {\displaystyle m_{i}^{2}}. {\displaystyle m_{i}} és la reducció {\displaystyle m_{i}=M_{i}/M_{s}}. El càlcul es fa en l'aproximació esfèrica amb {\displaystyle B_{1}=B_{2}}. En el moment actual, no hi ha evidència que aquesta aproximació no sigui vàlida, ja que l'observació de l'efecte Voigt és rara perquè és extremadament petita respecte a l'efecte Kerr.

### Valors propis i vectors propis
Per calcular els valors propis i els vectors propis, considerem l'equació de propagació derivada de les equacions de Maxwell, amb la convenció {\displaystyle {\vec {n}}={\vec {k}}c/\omega } : {\displaystyle (2)\qquad n^{2}{\vec {E}}-{\vec {n}}({\vec {n}}\cdot {\vec {E}})=\varepsilon {\vec {E}}}Quan la magnetització és perpendicular al vector d'ona de propagació, al contrari de l'efecte Kerr,
{\displaystyle {\vec {E}}} pot tenir els seus tres components iguals a zero, fent que els càlculs siguin més complicats i que les equacions de Fresnel ja no siguin vàlides. Una manera de simplificar el problema consisteix a utilitzar el vector de desplaçament del camp elèctric {\displaystyle {\vec {D}}=\varepsilon {\vec {E}}}. Des de {\displaystyle {\vec {\nabla }}\cdot {\vec {D}}=0} i {\displaystyle {\vec {k}}\parallel {\vec {z}}} tenim {\displaystyle {\vec {D}}=(D_{x},D_{y},0)}. El tensor dielèctric invers pot semblar complicat de manejar, però aquí el càlcul es va fer per al cas general. Es pot seguir fàcilment la demostració considerant {\displaystyle \phi =0}.
Els valors propis i els vectors propis es troben resolent l'equació de propagació {\displaystyle {\vec {D}}} que dóna el següent sistema d'equacions: {\displaystyle (3)\quad {\begin{cases}(\varepsilon _{xx}^{-1}-{\frac {1}{n^{2}}})D_{x}+\epsilon _{xy}^{-1}D_{y}=0\\\\\varepsilon _{yx}^{-1}D_{x}+(\varepsilon _{yy}^{-1}-{\frac {1}{n^{2}}})D_{y}=0\end{cases}}} on {\displaystyle \varepsilon _{ij}^{-1}} representa la inversa {\displaystyle ij} element del tensor dielèctric {\displaystyle \varepsilon _{r}}, i {\displaystyle n^{2}=\varepsilon }. Després d'un càlcul senzill del determinant del sistema, s'ha de fer un desenvolupament en segon ordre a {\displaystyle Q} i primer ordre de {\displaystyle B_{1}}. Això va conduir als dos valors propis corresponents als dos índexs de refracció: {\displaystyle n_{\parallel }^{2}=\varepsilon +B_{1}}{\displaystyle n_{\perp }^{2}=\varepsilon (1-Q^{2})}Els vectors propis corresponents per {\displaystyle {\vec {D}}} i per {\displaystyle {\vec {E}}} són:
{\displaystyle (4)\qquad {\vec {D}}_{\parallel }={\begin{pmatrix}\cos(\phi )\\\sin(\phi )\\0\end{pmatrix}}\qquad {\vec {D}}_{\perp }={\begin{pmatrix}-\sin(\phi )\\\cos(\phi )\\0\end{pmatrix}}\qquad {\vec {E}}_{\parallel }=\varepsilon ^{-1}{\vec {D}}_{\parallel }={\begin{pmatrix}{\frac {\cos(\phi )}{B_{1}+\varepsilon }}\\{\frac {\sin(\phi )}{B_{1}+\epsilon }}\\0\end{pmatrix}}\qquad {\vec {E}}_{\perp }=\varepsilon ^{-1}{\vec {D}}_{\perp }={\begin{pmatrix}{\frac {\sin(\phi )}{(Q^{2}-1)\epsilon }}\\{\frac {\cos(\phi )}{(1-Q^{2})\epsilon }}\\{\frac {-iQ}{(1-Q^{2})\epsilon }}\end{pmatrix}}}